# Equitazione ai Giochi della XIX Olimpiade - Concorso completo a squadre
La competizione del Concorso completo a squadre di equitazione dei Giochi della XIX Olimpiade si è svolta i giorni dal 18 al 21 ottobre 1968 al Campo Marte di Città del Messico.

## Classifica finale
La classifica finale era determinata sommando i punti dei migliori tre cavalieri di ogni nazione della prova individuale.
| Pos.    | Nazione          | Binomio               | Binomio        | Risultato Individuale | Risultato Totale |
| Pos.    | Nazione          | Cavaliere             | Cavallo        | Risultato Individuale | Risultato Totale |
| ------- | ---------------- | --------------------- | -------------- | --------------------- | ---------------- |
| Oro     | Gran Bretagna    | Derek Allhusen        | Lochinvar      | -41,61                | -175,93          |
| Oro     | Gran Bretagna    | Richard Meade         | Cornishman V   | -64,46                | -175,93          |
| Oro     | Gran Bretagna    | Reuben Samuel Jones   | The Poacher    | -69,86                | -175,93          |
| Oro     | Gran Bretagna    | Jane Bullen           | Our Nobby      | -164,01               | -175,93          |
| Argento | Stati Uniti      | Michael Owen Page     | Foster         | -52,31                | -245,87          |
| Argento | Stati Uniti      | Jimmy Wofford         | Kilkenny       | -74,06                | -245,87          |
| Argento | Stati Uniti      | John Michael Plumb    | Plain Sailing  | -119,5                | -245,87          |
| Argento | Stati Uniti      | Kevin Freeman         | Chalan         | -                     | -245,87          |
| Bronzo  | Australia        | Wayne Roycroft        | Zhivago        | -94,95                | -330,76          |
| Bronzo  | Australia        | Brien Cobcroft        | Depeche        | -108,26               | -330,76          |
| Bronzo  | Australia        | Bill Roycroft         | Warrathoola    | -127,55               | -330,76          |
| Bronzo  | Australia        | James Scanlon         | The Furtive    | -162,21               | -330,76          |
| 4       | Francia          | Jean-Jacques Guyon    | Pitou          | -38,86                | -505,83          |
| 4       | Francia          | André le Goupil       | Olivette B     | -107,26               | -505,83          |
| 4       | Francia          | Jean Sarrazin         | Joburg         | -359,71               | -505,83          |
| 4       | Francia          | Jean-Louis Martin     | Quel Feu       | -                     | -505,83          |
| 5       | Germania Ovest   | Horst Karsten         | Adagio         | -102,96               | -518,22          |
| 5       | Germania Ovest   | Jochen Mehrdorf       | Lapislazuli    | -199,41               | -518,22          |
| 5       | Germania Ovest   | Klaus Wagner          | Abdulla        | -215,85               | -518,22          |
| 5       | Germania Ovest   | Lutz Gössing          | Arved          | -                     | -518,22          |
| 6       | Messico          | Ernesto del Castillo  | Codicioso      | -170,6                | -631,56          |
| 6       | Messico          | Ramón Mejía           | Centinela      | -182,9                | -631,56          |
| 6       | Messico          | Evaristo Avalos       | Ludmila II     | -278,06               | -631,56          |
| 6       | Messico          | Eduardo Higareda      | Samuray Azteca | -                     | -631,56          |
| 7       | Germania Est     | Karl-Heinz Fuhrmann   | Saturn         | -218,25               | -690,72          |
| 7       | Germania Est     | Uwe Plank             | Kranich        | -231,01               | -690,72          |
| 7       | Germania Est     | Helmut Hartmann       | Ingwer         | -241,46               | -690,72          |
| 7       | Germania Est     | Ulrich Vite           | Hubertus       | -                     | -690,72          |
| 8       | Canada           | Robin Hahn            | Taffy          | -95,41                | -787,68          |
| 8       | Canada           | Norman Elder          | Questionnaire  | -332,46               | -787,68          |
| 8       | Canada           | Barry Sonshine        | Durlas Eile    | -359,81               | -787,68          |
| 8       | Canada           | Alan Ehrlick          | The Nomad      | -                     | -787,68          |
| -       | Irlanda          | Juliet Jobling-Purser | Jenny          | -79,11                | NC               |
| -       | Irlanda          | Diana Wilson          | Chianti Rosso  | -228,91               | NC               |
| -       | Irlanda          | Penelope Moreton      | Loughlin       | -                     | NC               |
| -       | Irlanda          | Tommy Brennan         | March Hawk     | -                     | NC               |
| -       | Unione Sovietica | German Gazyumov       | Fugas          | -95,7                 | NC               |
| -       | Unione Sovietica | Aleksandr Yevdokimov  | Fat            | -192,6                | NC               |
| -       | Unione Sovietica | Pavel Deyev           | Paket          | -                     | NC               |
| -       | Unione Sovietica | Svetozar Glushkov     | Balerina       | -                     | NC               |
| -       | Italia           | Alessandro Argenton   | Diambo de Nora | -160,41               | NC               |
| -       | Italia           | Paolo Angioni         | King           | -210,01               | NC               |
| -       | Italia           | Giuseppe Ravano       | Lord Jim       | -                     | NC               |
| -       | Italia           | Mauro Checcoli        | Sunbeam        | -                     | NC               |
| -       | Argentina        | José Eugenio Acosta   | Oligarca       | -277,96               | NC               |
| -       | Argentina        | Carlos Moratorio      | Hijo Manso     | -363,26               | NC               |
| -       | Argentina        | Roberto Pistarini     | Warti          | -                     | NC               |
| -       | Argentina        | Jorge Bedoya          | Naranjo        | -                     | NC               |